# Vigevano
Vigevano (Vigévan în dialectul local) este un oraș de 61.142 locuitori din provincia Pavia în Italia.

## Geografie
Vigevano se găsește în nord-vestul Italiei, la sud-vest de Milano (34 Km față de centrul acestuia) și la doar 36 Km față de Pavia.
27 Km despart Vigevano de Novara, 13 km de Mortara și numai 11 km de Abbiategrasso.

## Istorie
Partea cea mai veche a orașului Vigevano este datată la începutul evului mediu. Pe timpuri, orașul era fortificat de-a lungul uneia dintre părțile râului Ticino. Localitatea a devenit un oraș independent datorită poziției sale strategice, pentru această cauză a devenit un centru de conflict între Pavia și Milano. Leonardo da Vinci a participat efectiv la vastele lucrări de asanare a zonelor mlăștinoase ale orașului, acest lucru fiind demonstrat în studiile și proiectele de lucrări hidraulice din manunscrisele sale. Vigevano se găsește în centrul regiunii numite Lomellina, renumită pentru culturile de orez. În 21 aprilie 2007 orașul a primit vizita papei Benedict al XVI-lea.

## Locuri de vizitat

Piazza Ducale Vigevano

### Piazza Ducale
Piazza Ducale este una dintre cele mai frumoase piețe din Italia.

### Turnul Bramante
Originile turnului Bramante, situat în punctul cel mai înalt al orașului (45°19′01.53″N 8°51′24.90″E / 45.3170917°N 8.8569167°E), lângă castel, se regăsesc în anul 1198 și a fost terminat, de Bramante, la sfârșitul secolului al XV-lea. Turnul a fost inspirat după cel al lui Filarete situat în curtea castelului Sforzesco din Milano. Încă de la prima terasă a turnului se poate observa Piazza Ducale, curtea castelului și chiar orașul Vigevano.

### Castelul Sforzesco

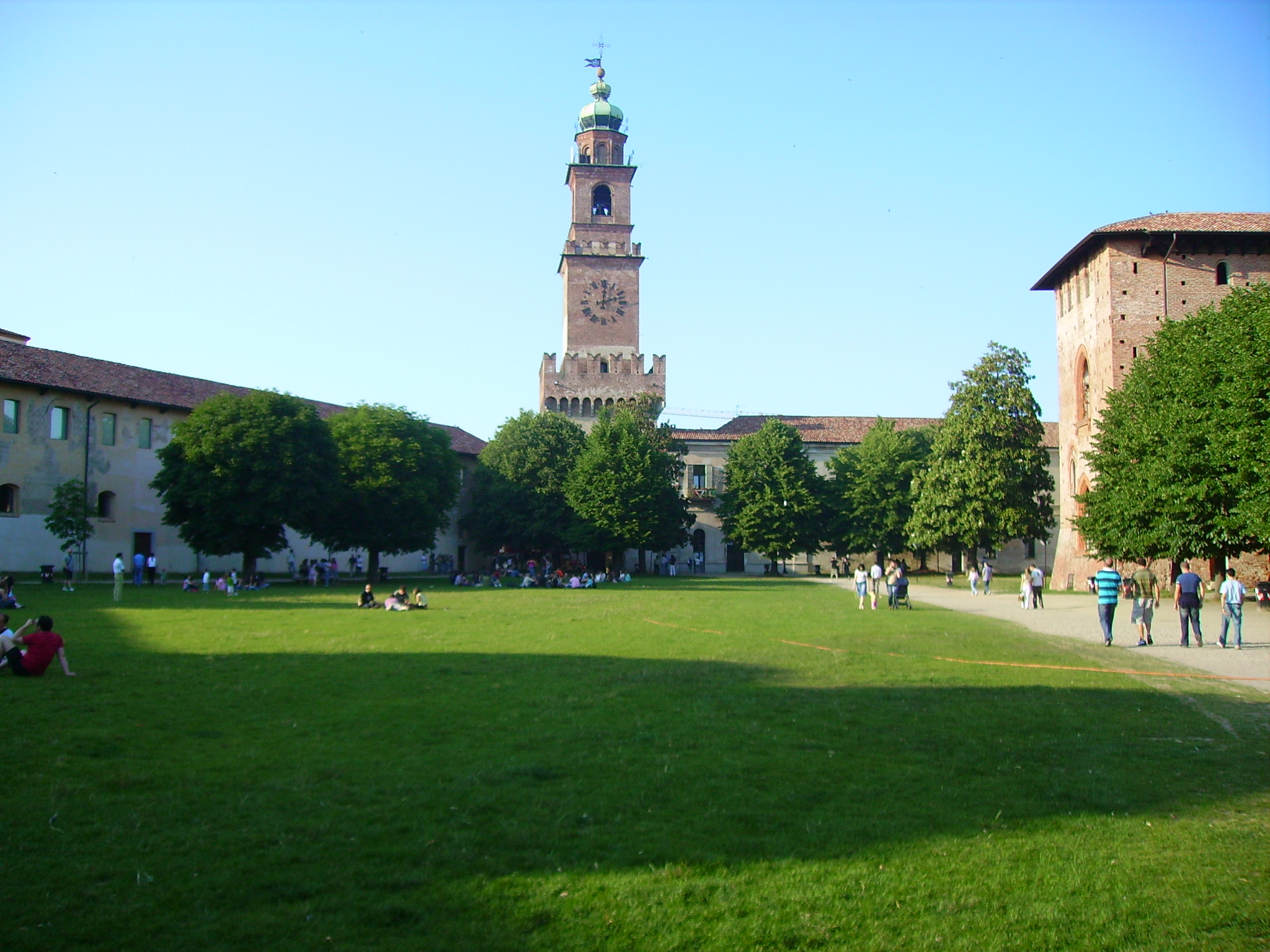
Turnul Bramante văzut din curtea castelului

## Biserici

### Duomo
Construcția acestei biserici a fost începută de Francesco II Sforza în 1532 proiectată fiind de Antonio da Lonate, după ce au demolat în mare parte pe cea precedentă (de la care a fost salvată partea absidă) de origine antică. Sunt prezente într-adevar documente din 963 și din 967 ce vorbesc despre Basilica di Sant'Ambrogio din Vigevano; așadar biserica primitivă rezultă că s-a construit înainte de anul 1000. Chiar și acum sunt prezente fragmente și cadre din stilul lombard aparținând bisericii antice. Din păcate, Francesco II moare la scurt timp după ce a început construcția bisericii. Întrucât axele bisericii Duomo și ale pieței Ducale sunt diferite, fațada este construită concav, un subterfugiu pentru a păstra forma simetrică a pieței.

### Biserica San Pietro Martire
Biserica a fost contruită după stilul dominican din secolul al XIV-lea de către Bartolino da Novara. Costrucția a fost dorită de vigevanezi ca un vot pentru așa zisul "miracol al râului" Ticino. În epoca napoletană, biserica a fost transformată în depozit pentru grâu, în timp ce vechea biserică S. Cristoforo este demolată.

### Biserica San Francesco
Biserica San Francesco este construită în afara stilului gotic lombard al orașului, în anul 1379. Mărită în 1447, ajunge la actuala formă în 1470, 5 ani mai târziu, în 1475 terminânduse și construcția turlei. În fața intrării principale se găsește o interesantă fântână sfințită, 
creată de Giovan Battista Ricci.

## Demografie
Vigevano - evoluția demografică

|  | Graficele sunt indisponibile din cauza unor probleme tehnice. Mai multe informații se găsesc la Phabricator și la wiki-ul MediaWiki. |

Date: Recensăminte sau birourile de statistică - grafică realizată de Wikipedia

## Personalități născute aici
- Giovanni Peroni (1848 - 1922), inginer, antreprenor;
- Giulio Basletta (1890 - 1975), scrimer;
- Lucio Mastronardi (1930 - 1979), scriitor;
- Danilo Vaona (n. 1951), compozitor, dirijor;
- Sarah Toscano (n. 2006), cantautoare.